# Вирон
Ви́рон (греч. Βύρων) — город и община (дим) (Δήμος Βύρωνος) в периферийной единице Центральные Афины в периферии Аттика в Греции. Входит в восточную часть городской агломерации Афины. Находится в 4 километрах юго-восточнее площади Омониас, центра Афин. Граничит на северо-западе с общиной Афины, на севере — с Кесариани, на юго-востоке с Кропией, на юге с Ильюполисом, на юго-западе с Дафни-Имитос. К востоку находится гора Имитос. Население — 61 308 жителей по переписи 2011 года. Площадь общины — 9,204 км². Плотность — 6661,02 человек на квадратный километр. Мэром (Димархом) на выборах в Октябре 2023 года был избран Алексиос Сотиропулос (Αλέξιος Σωτηρόπουλος).
Город основан беженцами после малоазийской катастрофы 1922 года. Назван в память лорда Байрона (Λόρδος Βύρων) в 1924 году. В 1934 году сообщество Вирон признано как община (дим).

## Население
| Год  | Население, человек |
| ---- | ------------------ |
| 1991 | 60 651             |
| 2001 | 64 661             |
| 2011 | ↘ 61 308           |

## Известные уроженцы
Костас Вутсас — популярный греческий актёр кино и театра.